# Les Chroniques de Sherlock
Les Chroniques de Sherlock (titre original : Шерлок в России, Sherlock en Russie) est une série télévisée russe de 8 épisodes, créée par Nurbek Egen et diffusée depuis 2020 sur la plateforme Start. La série est diffusée en version française depuis le 17 septembre 2021 sur la plate-forme Salto. En Belgique, elle est disponible sur RTLplay, le site de streaming de RTL TVI. Il s'agit d'une adaptation des aventures de Sherlock Holmes ayant la particularité de se dérouler à Saint-Pétersbourg.

## Synopsis
Après avoir commis plusieurs crimes à Londres, Jack l'Éventreur fuit à Saint-Pétersbourg. Le détective Sherlock Holmes l'y suit, laissant en Angleterre le docteur Watson. Sur place, il est logé par un autre médecin, le docteur Kartsev, avec qui il se lie d'amitié et mène plusieurs enquêtes.

## Distribution
- Maxime Matveïev (VFB : Alexandre Crépet) : Sherlock Holmes
- Vladimir Michoukov (VFB : Sébastien Hébrant) : Docteur Kartsev
- Irina Starchenbaum (VFB : Marielle Ostrowski) : Sofia Kasatkine
- Pavel Maïkov (VFB : Stéphane Oertli) : Lavr Trudniy
- Konstantin Bogomolov (VFB : Frederik Haùgness) : Piotr Znamenski
- Konstantin Iouchkevitch : Pr Bachmetiev
- Evgeni Diatlov : Kobiline
- Evgeni Sannikov : Ilya Moïsseïv
- Evgenia Mandjieva : Aïgul Valikanova
- Oksana Bazilevitch : Mme Manouilova, logeuse de Kartsev
- Fedor Fedotov : Anton Sviridov
- Evgeni Romantsov : Kat
- Fiodor Pisarenko : Venia Kasatkine, fils de Sofia

## Production

### Fiche technique
Sauf indication contraire, les informations mentionnées dans cette section peuvent être confirmées par la base de données cinématographiques IMDb,  présente dans la section « Liens externes ».
- Titre original : Шерлок в России
- Titre français : Les Chroniques de Sherlock
- Réalisation : Nurbek Egen
- Scénario : Oleg Malovitchenko
- Production : Alexandre Tsekalo
- Société de production : Sreda
- Société de distribution : Start
- Pays d'origine :  Russie
- Langue originale : russe
- Format : couleur
- Genre : drame policier à énigme
- Durée : 50–56 minutes
- Date de première diffusion :
  -  : octobre-novembre 2020 (Start)
  -  : 17 septembre 2021 (Salto)

## Tournage
Le tournage de la série a lieu à Saint-Pétersbourg à partir de 2019 et dure quatre mois en se terminant avant la survenue de la pandémie de Covid-19,. L'équipe du film construit pour les besoins de la série des décors d'époque sur un espace de 3000 mètres carrés. En 2020, le réalisateur russo-kirghize Nurbek Egen donne davantage de précisions sur le contenu de la série : l'action se déroulera en 1889, Sherlock Holmes y sera présenté comme un personnage polyglotte maîtrisant le russe et le tsar Alexandre III apparaîtra dans deux épisodes.

## Épisodes
| N° | Titre                                                                |
| --- | -------------------------------------------------------------------- |
| 1 | Jack l'Éventreur à Saint-Pétersbourg, partie 1 Чужие берега. Часть 1 |
| Le détective Sherlock Holmes tend une embuscade à Jack l'Éventreur dans une ruelle de Londres. Les deux hommes se battent, mais Holmes ne parvient pas à le maîtriser. Le docteur Watson, qui lui vient en aide, est grièvement blessé. Le criminel s'enfuit. Les quelques indices dont Holmes dispose lui permettent de déterminer que Jack l'Éventreur est un homme d'origine russe. Le tueur en série frappe de nouveau quelques jours plus tard, tuant une prostituée en laissant sur les lieux du crime un message d'adieu cynique destiné à Sherlock Holmes. Le détective considère que le criminel a décidé de fuir en Russie et décide de l'y suivre. À Saint-Pétersbourg, après avoir rencontré un policier peu compétent dénommé Trudniy, Holmes ne tarde pas à apprendre la survenue d'un premier meurtre de prostituée semblable à ceux commis par l'Éventreur à Londres. Grâce à un journaliste, Ilya Moïsseïev, Holmes rencontre un médecin, le docteur Kartsev. Malgré les réticences de celui-ci à travailler avec un Britannique, Holmes le convainc de réaliser l'autopsie de la victime. Holmes a la confirmation que le meurtrier est gaucher. Peu après, le détective se lie d'amitié avec Nitotchka, une jeune fille de la rue, qu'il décide d'embaucher pour épier la vie nocturne de St-Pétersbourg et trouver des renseignements sur le meurtrier. Le docteur Kartsev accepte quant à lui de loger Holmes. La nuit tombée, Holmes et Kartsev partent dans les rues mal famées de la ville en espérant trouver le meurtrier. Moïsseïev, le journaliste, amène alors à Holmes une lettre de Jack l'Éventreur trouvée à sa rédaction, affirmant au détective qu'un « cadeau » lui sera offert pour son arrivée en Russie. Holmes pense alors que le meurtrier n'est autre que Kartsev. Un combat s'ensuit entre les deux hommes, jusqu'à ce que le quiproquo soit levé : chacun pensait que l'autre était le meurtrier. Les deux hommes sont néanmoins retenus au poste de police pendant toute la nuit. Au matin, Holmes découvre que l'Éventreur a fait une nouvelle victime. Le détective rencontre alors Znamenski, chef de la police, ainsi que Sofia, une institutrice dont il s'éprend. Le policier Trudniy apprend à Holmes que Jack l'Éventreur a laissé un nouveau mot à son attention, signalant qu'il fera désormais une nouvelle victime chaque nuit. Dans les bas-quartiers de St-Pétersbourg, un groupe de prostituées, mené par Sofia, s'organise pour lutter contre le criminel. Nitotchka tombe toutefois nez-à-nez avec le criminel dans une rue : reconnaissant un homme qu'elle connaît, elle s'approche de lui et reçoit un coup de couteau. |                                                                      |
| 2 | Jack l'Éventreur à Saint-Pétersbourg, partie 2 Чужие берега. Часть 2 |
| Nitotchka, dont la gorge a été tranchée, est sauvée par le docteur Kartsev qui l'opère dans le commissariat le plus proche. Sofia, retrouvée légèrement blessée plus tard dans la soirée, est également emmenée au commissariat. La jeune femme sert à l'ensemble du personnel du thé dans lequel un somnifère a été versé. Lorsque l'ensemble du personnel est endormi, Sofia ouvre la porte à Jack l'Éventreur pour que celui-ci puisse achever Nitotchka. Sofia récupère un jeune garçon que détenait le meurtrier, puis s'enfuit. Sherlock, alerté trop tard, considère que Sofia est une complice de l'Éventreur et cherche à la retrouver. Il y parvient grâce aux indications d'une troupe de théâtre dont elle avait fait partie. La jeune femme lui avoue avoir aidé le meurtrier pour récupérer son fils qui avait été kidnappé. Plus tard, Holmes et Kartsev apprennent qu'un crime semblable à ceux de Jack l'Éventreur avait déjà été commis à St-Pétersbourg il y a plus de 10 ans. La piste remonte jusqu'à Znamenski, le chef de la police. Celui-ci explique à Holmes que le meurtre en question avait été commis par le fils de la victime, un jeune garçon ayant tué sa mère pour les mauvais traitements qu'elle lui avait infligés. Devenu orphelin, le garçon a ensuite été élevé par lui-même (Znamenski), qui en a fait son fils adoptif. Le chef de la police, avec l'aide d'un complice, capture alors le détective, le drogue et organise une mise en scène en tuant une prostituée et en laissant son cadavre aux côtés de Holmes, dont l'arme du crime a été mise entre les mains. Le détective possède néanmoins une fiole d'adrénaline qui lui permet de retrouver ses esprits et rattraper le fiacre de Znamenski. Ce dernier est maîtrisé puis emprisonné. À l'inverse, Sofia est libérée. Elle est accostée dans la rue par le journaliste Moïsseïev. Celui-ci affirme qu'il peut la cacher pour échapper à l'Éventreur, et l'emmène avec son fils. Il s'agit en réalité d'un piège : Moïsseïev est l'enfant-meurtrier élevé par Znamenski, commettant désormais ses crimes sous le nom de Jack l'Éventreur. Il souhaite tuer Sofia devant les yeux de son fils. Sherlock intervient : après un rude combat, le criminel est maîtrisé avec l'aide de Sofia, puis arrêté. Znamenski est libéré par Holmes et Trudniy, qui passent sous silence son implication pour protéger son fils adoptif. Holmes écrit à Watson pour lui signaler que l'affaire est close et qu'il rentrera bientôt en Angleterre. |                                                                      |
| 3 | La Vengeance du Kélé, partie 1 Игра на струнах ветра. Часть 1        |
| Alors que Holmes s'apprête à repartir à Londres, un jeune homme du nom d'Anton Sviridov vient le voir chez Kartsev pour lui confier une nouvelle enquête. Son père Lucas Sviridov, riche armateur, a été assassiné la nuit précédente, tout comme sa mère et son petit frère. Fait étrange, ces deux derniers ont été découverts avec un sourire sur le visage. L'enquête a été prise en charge par Trudniy, que Sviridov juge incompétent. Sur place, Holmes constate que les crimes ont été commis dans une pièce close : portes fermées de l'intérieur, sans autre issue. Le père est décédé d'un arrêt cardiaque après avoir tiré de nombreux coups de revolver dans la pièce. La mère et le fils ont une double marque au poignet et ont été vidés de leur sang, ce qui mène Trudniy à considérer que le meurtrier était une chauve-souris vampire. Holmes découvre que la femme de chambre du manoir se cache à la cave. Muette et illettrée, celle-ci n'est pas en mesure de leur dire ce qu'elle a vu. Le détective retrouve alors Sofia, qui parle le langage des signes. Le récit de la femme de chambre peut ainsi être interprété : elle explique avoir vu, par le trou de la serrure, la silhouette d'un monstre au visage noir dans la pièce au moment du crime. Trudniy y voit la preuve qu'il s'agissait d'un vampire. Des observations plus poussées du lieu du crime permettent à Holmes de déduire que les victimes redoutaient une attaque, faisant condamner la cheminée. Le meurtrier s'y était toutefois glissé au préalable en s'enduisant le corps de graisse de phoque pour résister au froid. Après son crime, il a vidé le sang des victimes dans la fontaine de la cour. Selon Holmes, le meurtrier se cachait encore dans la cheminée au moment où l'enquête a été menée, et s'est enfui lorsque les recherches se sont orientées vers la cave. Peu après, Anton, installé chez son père, est attaqué par le même monstre. La créature est capable de grimper aux murs et de sauter avec une agilité extraordinaire. Anton ne parvient pas à l'abattre. Il témoigne ensuite de cet événement à Trudniy et Holmes. Le détective découvre qu'une fléchette enduite d'une substance a été tirée par le monstre en se fixant dans le linteau d'une porte. Après recherches, cette substance s'avère être un euphorisant, utilisé en Sibérie par la tribu des Aïa, peuple désormais disparu. Une fléchette semblable a été découverte sur le cadavre de la mère de Sviridov, ce qui explique qu'elle ait eu un sourire aux lèvres. Le monstre serait quant à lui le « Kélé », un esprit maléfique des Aïa. La mythologie affirme qu'il entre par la cheminée et verse le sang de ses victimes dans l'eau pour laver ses péchés. |                                                                      |
| 4 | La Vengeance du Kélé, partie 2 Игра на струнах ветра. Часть 2        |
| Un homme est retrouvé en état de choc sur une plage, après avoir lutté contre le Kélé qui a tué sa fille. Les recherches de Holmes permettent de déterminer que l'homme en question avait participé à une expédition en Sibérie avec le père d'Anton Sviridov et deux autres hommes. En se renseignant auprès d'Aïgul Valikanova, jeune conservatrice de musée, Kartsev apprend que l'un des deux hommes, Belov, est mort en Sibérie dans une crevasse, mais le quatrième, Dretsen, est toujours vivant. Holmes et Kartsev se rendent chez lui. Le Kélé attaque au même moment : Holmes se confronte au monstre, sans parvenir à l'arrêter. Dretsen, quant à lui, s'enfuit avec sa femme et ses filles dans sa datcha. Lorsque Holmes et Kartsev parviennent à le rejoindre, ils découvrent que Dretsen a tué sa femme pour faire couler son sang dans le lac jouxtant sa maison et ainsi nourrir le Kélé pour qu'il s'en aille sans attaquer ses filles. Le vieil homme raconte alors l'histoire de l'expédition en Sibérie à Holmes. Les quatre aventuriers, momentanément bloqués dans les glaces, avaient rencontré la tribu des Aïa. Superstitieux, ceux-ci disposaient de diamants qu'ils offraient au « Kélé » sur un autel, pour se protéger de sa fureur. L'un des quatre aventuriers, blessé à la suite de sa chute dans une crevasse, était resté sur place. Trois ans plus tard, les trois autres hommes étaient revenus et avaient retrouvé leur ami, qui avait alors fondé une famille avec une autochtone. Les trois hommes, désirant s'emparer des diamants, avaient alors massacré la tribu en laissant pour mort leur propre compère. Pour Holmes, il est clair que le Kélé n'existe pas et que c'est Belov, ayant survécu, qui souhaite se venger. Le Kélé apparaît alors aux abords de la datcha : Dretsen se suicide devant lui en espérant calmer sa fureur, mais rien n'y fait. Le Kélé, inarrêtable, s'introduit dans la maison et arrive jusqu'à la cachette des filles. Alors qu'il s'apprête à les tuer, Holmes parvient à lui planter un pieu dans le corps. Le monstre, qui vit encore, est emmené par la police. Après démaquillage, Holmes constate qu'il s'agit bien de Belov, qui souhaitait se venger de la mort de sa femme et de son enfant, tué par ses anciens compères. Belov meurt peu après. L'aventure pousse Holmes et Kartsev à considérer que les sentiments doivent triompher sur la raison. Kartsev rejoint Aïgul, dont il s'est épris, tandis que Holmes écrit à Sofia pour lui faire part de sa flamme. Le détective, rattrapé par d'anciens cauchemars, essaie toutefois de se suicider. Kartsev revient à temps pour le sauver. Les deux amis passent la soirée à boire tandis que Sofia, qui se retrouve seule au rendez-vous fixé par Holmes, s'en va, déçue. |                                                                      |
| 5 | Le Diable boiteux, partie 1 Дело повелителя. Часть 1                 |
| Holmes s'apprête de nouveau à repartir pour l'Angleterre lorsque Sofia, qui s'est mariée par dépit au comte Ochlopkov, vient lui demander d'enquêter sur la mort d'une amie à elle, Assia Insarova, actrice de théâtre. Celle-ci a chuté du toit de son immeuble dans des circonstances suspectes. Holmes parvient à enquêter sur les lieux du drame malgré le refus de Trudniy, qui pense à un suicide. Le détective déduit de ses observations que la jeune femme a été tuée par un homme boiteux. Assia est enterrée le jour-même. À son enterrement, un homme armé et boiteux est repéré par Holmes et Kartsev. Le suspect parvient toutefois à s'enfuir sans être arrêté. Holmes rencontre également à cette occasion le professeur Bachmetiev, qui se présente comme le père de la défunte. Plus tard, au cours de la nuit, Holmes et Kartsev rouvrent la tombe de la défunte pour l'autopsier. Kartsev découvre qu'elle était enceinte. Le lendemain, les deux compères retrouvent Bachmetiev, qui explique être à la tête d'un institut pour jeunes handicapés. Assia était sa fille spirituelle du fait qu'elle avait grandi dans cet institut. Le professeur pratique notamment l'hypnose sur ses élèves pour les guérir, et dispose également d'une clinique. Holmes apprend que l'un des enfants de l'institut, Pavlioucha, aperçoit régulièrement un homme boiteux aux abords de l'institut, qu'il a dessiné sur une feuille et correspond au portrait de l'homme du cimetière. Sur le chemin du retour, le fiacre de Holmes et Kartsev est visé par un mystérieux tireur. Kartsev est grièvement blessé, le cocher est tué. Holmes ramène Kartsev à la clinique de Bachmetiev pour le faire opérer en urgence. Pendant que Kartsev est sauvé, Holmes retourne sur les lieux de l'incident et découvre des mégots de cigarette rares à l'endroit où le tireur était dissimulé. En remontant jusqu'à leur vendeur, le détective apprend que la boutique vend uniquement ce type de cigarettes à la Couronne impériale de Russie. |                                                                      |
| 6 | Le Diable boiteux, partie 2 Дело повелителя. Часть 2                 |
| Holmes révise sa thèse sur le meurtre d'Assia et pense que sa mort pourrait être liée au fait qu'un homme de la famille impériale l'a mise enceinte. En remontant la piste de la cigarette, Holmes arrive au Palais impérial de Saint-Pétersbourg. Malgré l'ordre de quitter les lieux, le détective s'infiltre dans le bâtiment jusqu'à tomber entre les mains du tireur, qui s'avère être le capitaine Zossimov. Alors que les deux hommes se battent, le tsar arrive. Holmes affirme que Zossimov est le meurtrier d'Assia : ayant appris que le prince Georgi, héritier du trône, avait mis la jeune femme enceinte, il aurait préféré la supprimer en déguisant son meurtre en suicide. Il aurait ensuite cherché à supprimer Holmes et Kartsev, qui enquêtaient sur ce meurtre. Zossimov explique toutefois qu'il n'a pas tué Assia : il est arrivé après sa mort pour récupérer Georgi qui s'était enfui du Palais. Son unique but était de protéger la réputation du prince. Holmes, le tsar et Zossimov retrouvent Georgi : celui-ci, bouleversé, explique que la jeune femme lui avait écrit pour le prévenir qu'elle allait se donner la mort à cause de leur amour impossible. Il n'a fait qu'assister à son saut du haut du toit. Mais un homme boiteux se trouvait derrière elle. De retour à l'institut de Bachmetiev pour prendre des nouvelles de Kartsev, Holmes apprend que le jeune Pavlioucha a disparu. On le cherche dans la forêt avoisinante, où Holmes découvre l'entrée d'un souterrain relié aux égouts. À l'intérieur, des dizaines de cadavres d'enfants mutilés sont découverts. La police arrive : Bachmetiev reconnaît que de nombreuses disparitions avaient eu lieu dans son institut, assimilées par erreur à des fugues. Holmes considère que le boiteux utilise les égouts pour se déplacer. Toutefois, un enfant affirme peu après à Kartsev, toujours convalescent, que Pavlioucha a en réalité été emmené par un dénommé Parchim, homme proche de Bachmetiev. En suivant cette piste, Kartsev découvre que la clinique de l'institut est utilisée par Bachmetiev et Parchim pour faire des expériences sur des enfants. De son côté, Holmes inspecte les égouts et rencontre le boiteux, qui s'avère être un allié. Combattant Bachmetiev, il sauve des enfants en les faisant fuir de l'institut pour leur permettre de vivre clandestinement dans les conduits d'égout. Pavlioucha en fait partie. L'homme n'a pas tué Sofia : celle-ci était sa sœur. Le jour de son suicide, il était venu pour la sauver, sans y parvenir. Le boiteux explique que Bachmetiev se sert de l'hypnose pour transformer les enfants de son institut en disciples. Lorsque le processus échoue, il les tue. Après ces révélations, la police arrive dans les égouts et arrête le boiteux. La nouvelle arrive jusqu'à Bachmetiev, qui quitte immédiatement son institut alors qu'il venait de maîtriser Kartsev et allait le tuer à la suite des découvertes de ce dernier. Bachmetiev tue le boiteux dans sa cellule en faisant passer sa mort pour un suicide. Entre-temps, Holmes arrive à la clinique pour libérer Kartsev et trouve des documents qui incriminent Bachmetiev et Parchim. Avec l'aide des enfants des égouts, les deux complices sont finalement maîtrisés par Holmes et Watson et emmenés à la police, où Parchim affirme être l'auteur de tous les meurtres, permettant à Bachmetiev d'être seulement emprisonné en échappant à la potence. À l'issue de l'affaire, Sofia explique qu'Assia était en réalité enceinte de Bachmetiev. Celui-ci ne supportant pas qu'elle fréquente le prince Georgi, il lui a ordonné de se suicider grâce au contrôle dont il dispose sur ses disciples. Le fils de Sofia, Venia, est lui-même un fils de Bachmetiev, qu'elle a eu lorsqu'elle avait 15 ans. Après ces révélations, Sofia pense qu'elle est un monstre pour Holmes et ne veut plus le voir. |                                                                      |
| 7 | Le Châtiment divin, partie 1 Сердце Холмса. Часть 1                  |
| Alors que Holmes s'apprête une nouvelle fois à repartir en Angleterre, une lavandière lui demande d'enquêter sur une affaire anodine : des personnes rôdent sur son toit et salissent les draps qu'elle fait sécher. Holmes, qui voit l'occasion de terminer par une enquête simple, accepte de s'en charger et fait le guet avec Kartsev, pensant avoir affaire à une simple troupe d'enfants tapageurs. Les deux hommes découvrent toutefois que le toit est fréquenté par des tireurs d'élite visant le Palais du tsar. Holmes et Kartsev interviennent de manière musclée pour déjouer l'attentat. Après avoir eux-mêmes été pris pour des terroristes, ils parviennent à convaincre le tsar, ainsi que le commandant de police Kobiline, qu'ils sont de leur côté. Holmes est engagé pour déjouer les projets des révolutionnaires, qui ont tué un autre homme d'État le jour-même. En enquêtant sur ce meurtre, Holmes et Kartsev remontent la piste jusqu'à un vivarium où un second cadavre est découvert, tué lors d'un rituel. Le cadavre semble indiquer une direction, qui permet à Holmes de découvrir une troisième victime. Le détective comprend qu'il s'agit de meurtres symbolisant les dix plaies d'Égypte. Sept autres personnes peuvent encore être sauvées. Un quatrième homme d'État se fait tuer : le spectateur sait que les crimes sont perpétrés par un petit groupe organisé autour d'un chef dénommé Kat, persuadé d'accomplir une vengeance divine. Les criminels signent leurs crimes mais laissent peu de traces, tout juste Holmes parvient-il à comprendre qu'ils tirent leur vengeance d'un texte rédigé en araméen. Un cinquième homme d'État, général d'infanterie, est tué dans un attentat-suicide. Holmes retrouve Bachmetiev en prison pour lui demander de l'aide sur cette affaire, en lui promettant une peine moins sévère. Bachmetiev comprend que Kat agit comme un prophète souhaitant construire sa légende. Il conseille à Holmes de trouver le lien qui unissait les victimes au père du meurtrier lors de sa naissance il y a 33 ans. |                                                                      |
| 8 | Le Châtiment divin, partie 2 Сердце Холмса. Часть 2                  |
| Une sixième victime est tuée dans son bain avec de l'acide. Kobiline s'impatiente : Bachmetiev se montrant plus convaincant que Holmes pour tenter de démêler l'affaire, l'enquête lui est confiée. Selon Bachmetiev, Kat serait le fils d'une prostituée fréquentée dans leur jeunesse par tous les hommes qui sont désormais traqués et assassinés. Avec l'aide des enfants des égouts, Holmes retrouve la maison close fréquentée par les victimes. La tenancière, madame Tregoubov, ne veut rien dire, affirmant que son établissement n'a ouvert que depuis 15 ans à la suite d'un incendie. Holmes part aux archives de la ville pour se renseigner, mais l'archiviste est tué et le bâtiment prend feu. Holmes retrouve madame Tregoubov, que Bachmetiev interroge sous hypnose. Elle explique ainsi que Kat était l'enfant d'une jeune prostituée morte en couches après avoir été violée par un homme surnommé « le bourreau ». Kat a grandi dans la maison close. Un jour, il est tombé amoureux d'une nouvelle prostituée, agressée et tuée peu après par le « bourreau ». Kat a alors incendié l'établissement. En se rendant à la police, Tregoubov a alors découvert que le « bourreau » était le commandant en chef, Kobiline. En parallèle de cette séance d'hypnose, Kobiline découvre l'un des complices de Kat. Celui-ci accepte de le conduire jusqu'au prophète. Il s'agit d'un piège : sur place, Kobiline est capturé. Kat organise peu après sa mise à mort aux abords du Palais impérial, tuant ainsi son propre père. De son côté, Bachmetiev s'évade de prison et poignarde Sofia pour se faire passer pour fou et retrouver plus de liberté dans un asile qu'à la prison. Holmes, effondré alors qu'il pensait démarrer une nouvelle vie avec elle, retrouve Bachmetiev et le tue en faisant croire à un suicide. Bachmetiev a le temps de lui dire que tous les disciples qu'il a hypnotisés chercheront à le venger. Holmes anticipe que Kat va chercher à tuer le fils de Znamenski à la maternité : le détective parvient à le surprendre et le tuer sur place. Trudniy ne souhaite pas arrêter Holmes pour ses meurtres, mais le détective doit désormais quitter le territoire russe. Alors que Holmes semble embarquer pour l'Angleterre, le spectateur découvre que c'est en réalité Kartsev qui part à Londres avec Aïgul, Venia et Sofia, cette dernière ayant été sauvée de ses blessures. Holmes, lui, reste en Russie, grimé en ouvrier, dans le but d'éliminer les disciples de Bachmetiev et tenter d'assurer un avenir serein au couple qu'il forme désormais avec Sofia. |                                                                      |